# کانی اسکافیلد
کانی اسکافیلد (انگلیسی: Connie Scofield؛ زادهٔ ۲۶ مهٔ ۱۹۹۹) بازیکن فوتبال اهل بریتانیا است.
وی همچنین در تیم‌های ملی فوتبال England women's national under-17 football team, England women's national under-19 football team، و England women's national under-21 football team بازی کرده‌است.